# Grand Prix de Wallonie féminin 2023
Cet article concerne la course féminine. Pour la course masculine, voir Grand Prix de Wallonie 2023.
La 2e édition du Grand Prix de Wallonie féminin (officiellement Grisette Grand Prix de Wallonie) a lieu le 13 septembre 2023. Elle se déroule sur un parcours de 139,2 km et fait partie du calendrier UCI en catégorie 1.1  

## Présentation

### Parcours
Le parcours s'élance d'Aywaille et arrive à Namur. Les côtes répertoriées sont la côte de Werbomont au km 26,05 et le Tienne aux Pierres à Wépion au km 123,75 avant de grimper la Route Merveilleuse vers la ligne d'arrivée située sur la citadelle de Namur.

### Équipes
| Unknown team category |
|                       |

## Classements

### Classement final
| \| Classement général \| Classement général \| Classement général \| Classement général \| Classement général \| \| Coureuse \| Coureuse \| Pays \| Équipe \| Temps \| \| ------------------ \| ------------------ \| ------------------ \| ------------------ \| ------------------ \| |          |      |        |       |
| |          |      |        |       |
| |          |      |        |       |
| Classement général |          |      |        |       |
| Coureuse | Coureuse | Pays | Équipe | Temps |

### Points UCI
| Position           | 1er | 2e  | 3e  | 4e  | 5e | 6e | 7e | 8e | 9e | 10e | 11e | 12e | 13e | 14e | 15e | 16e à 25e |
| Classement général | 200 | 150 | 125 | 100 | 85 | 70 | 60 | 50 | 40 | 35  | 30  | 25  | 20  | 15  | 10  | 5         |